# Südafrikanische Cricket-Nationalmannschaft in Indien in der Saison 2022/23
Die Tour der südafrikanischen Cricket-Nationalmannschaft nach Indien in der Saison 2022/23 fand vom 28. September bis zum 11. Oktober 2022 statt. Die internationale Cricket-Tour war Bestandteil der Internationalen Cricket-Saison 2022/23 und umfasste drei One-Day Internationals und drei Twenty20s. Die ODIs waren Bestandteil der ICC Cricket World Cup Super League 2020–2023. Indien gewann beide Serie 2–1.

## Vorgeschichte
Indien spielte zuvor eine Twenty20-Serie gegen Australien, für Südafrika war es die erste Tour der Saison. Das letzte Aufeinandertreffen der beiden Mannschaften bei einer Tour fand in der Saison 2022 in Indien statt.

## Stadien
Die folgenden Stadien wurden für die Tour als Austragungsort vorgesehen.
| Stadion                                                      | Stadt              | Kapazität | Spiele |
| ------------------------------------------------------------ | ------------------ | --------- | ------ |
| Arun Jaitley Stadium                                         | Delhi              | 48.000    | 3. ODI |
| Barsapara Stadium                                            | Guwahati           | 40.000    | 2. T20 |
| Holkar Stadium                                               | Indore             | 30.000    | 3. T20 |
| Bharat Ratna Shri Atal Bihari Vajpayee Ekana Cricket Stadium | Lucknow            | 50.000    | 1. ODI |
| JSCA International Stadium Complex                           | Ranchi             | 39.133    | 2. ODI |
| Greenfield International Stadium                             | Thiruvananthapuram | 50.000    | 1. T20 |

## Kaderlisten
Indien benannte seinen Twenty20-Kader am 12. September 2022.
| ODI | ODI | T20 | T20 |
| Indien | Südafrika | Indien | Südafrika |
| --- | --- | --- | --- |
| - Shikhar Dhawan (K) - Shreyas Iyer (VK) - Shahbaz Ahmed - Ravi Bishnoi - Deepak Chahar - Ruturaj Gaikwad - Shubman Gill - Ishan Kishan (wk) - Avesh Khan - Mukesh Kumar - Rajat Patidar - Sanju Samson (wk) - Mohammed Siraj - Rahul Tripathi - Shardul Thakur - Kuldeep Yadav | - Temba Bavuma (K) - Quinton de Kock (wk) - Reeza Hendricks - Heinrich Klaasen - Keshav Maharaj - Janneman Malan - Aiden Markram - David Miller - Lungi Ngidi - Anrich Nortje - Wayne Parnell - Andile Phehlukwayo - Dwaine Pretorius - Kagiso Rabada - Tabraiz Shamsi | - Rohit Sharma (K) - KL Rahul (VK) - Shahbaz Ahmed - Ravichandran Ashwin - Jasprit Bumrah - Yuzvendra Chahal - Deepak Chahar - Deepak Hooda - Shreyas Iyer - Dinesh Karthik (wk) - Virat Kohli - Rishabh Pant (wk) - Axar Patel - Harshal Patel - Mohammed Shami - Mohammed Siraj - Arshdeep Singh - Suryakumar Yadav - Umesh Yadav | - Temba Bavuma (K) - Quinton de Kock (wk) - Reeza Hendricks - Heinrich Klaasen - Keshav Maharaj - Aiden Markram - David Miller - Lungi Ngidi - Anrich Nortje - Wayne Parnell - Dwaine Pretorius - Kagiso Rabada - Rilee Rossouw - Tabraiz Shamsi - Tristan Stubbs |

## Twenty20 Internationals

### Erstes Twenty20 in Thiruvananthapuram
| 28. September Scorecard | Thiruvananthapuram | Südafrika 106-8 (20)         | – | Indien 110-2 (16.4) |
|                         |                    | Indien gewinnt mit 8 Wickets |   |                     |

Indien gewann den Münzwurf und entschied sich als Feldmannschaft zu beginnen. Nachdem Südafrika drei Wickets verloren hatte, konnte sich Aiden Markram etablieren. Dieser fand mit Wayne Parnell einen Partner, bevor er nach 25 Runs ausschied. Gefolgt wurde er durch Keshav Maharaj. Parnell verlor nach 24 Runs sein Wicket und bevor Maharaj nach 41 Runs im letzten Over ausschied. Bester indischer Bowler war Arshdeep Singh mit 3 Wickets für 32 Runs. Für Indien konnte sich Eröffnungs-Batter KL Rahul etablieren und bildete mit Suryakumar Yadav eine Partnerschaft. Zusammen konnten sie die Vorgabe im 17. Over einholen. Rahul erzielte dabei 51 Runs und Yadav 50. Die Wickets für Südafrika erzielten Kagiso Rabada und Anrich Nortje. Als Spieler des Spiels wurde Arshdeep Singh ausgezeichnet.

### Zweites Twenty20 in Guwahati
| 2. Oktober Scorecard | Guwahati | Indien 237-3 (20)          | – | Südafrika 221-3 (20) |
|                      |          | Indien gewinnt mit 16 Runs |   |                      |

Südafrika gewann den Münzwurf und entschied sich als Feldmannschaft zu beginnen. Für Indien bildeten die Eröffnungs-Batter KL Rahul und Rohit Sharma eine erste Partnerschaft. Scharma schied nach 43 Runs aus und kurz darauf Rahul nach einem Fifty über 57 Runs. Gefolgt wurden sie durch Virat Kohli und Suryakumar Yadav. Yadav verlor nach einem Half-Century über 61 Runs sein Wicket, bevor Kohli zusammen mit Dinesh Karthik das Innings beendete. Kohli erreichte dabei 49* Runs und Karthik 17* Runs. Bester südafrikanischer Bowler war Keshav Maharaj mit 2 Wickets für 23 Runs. Für Südafrika konnte sich Eröffnungs-Batter Quinton de Kock etablieren und fand mit Aiden Markram einen ersten Partner. Nachdem dieser nach 33 Runs sein Wicket verloren hatte, folgte ihm David Miller. Zusammen beendeten sie das Innings ungeschlagen, konnten dabei jedoch die indische Vorgabe nicht einholen. Miller erzielte dabei ein Century über 106 Runs aus 47 Bällen und de Kock ein Fifty über 69 Runs. Bester indischer Bowler war Arshdeep Singh mit 2 Wickets für 62 Runs. Als Spieler des Spiels wurde KL Rahul ausgezeichnet.

### Drittes Twenty20 in Hyderabad
| 4. Oktober Scorecard | Indore | Südafrika 227-3 (20)          | – | Indien 178 (18.3) |
|                      |        | Südafrika gewinnt mit 49 Runs |   |                   |

Indien gewann den Münzwurf und entschied sich als Feldmannschaft zu beginnen. Für Südafrika konnte Eröffnungs-Batter Quinton de Kock zusammen mit dem dritten Schlagmann Rilee Rossouw eine Partnerschaft aufbauen. De Kock schied nach einem Fifty über 68 Runs aus und wurde durch Tristan Stubbs ersetzt der 23 Runs erreichte. Rossouw konnte dann zusammen mit David Miller das Innings beenden. Rossouw erzielte dabei ein Century über 100* Runs aus 48 Bällen und Miller 19* Runs. Die Indischen Wickets erzielten Umesh Yadav und Deepak Chahar. Für Indien konnte sich Eröffnungs-Batter Rishabh Pant etablieren und fand mit Dinesh Karthik einen Partner. Pant schied nach 27 Runs aus und Karthik nach 46 Runs. Daraufhin erzielte Harshal Patel 17 Runs, bevor sich eine Partnerschaft zwischen Deepak Chahar und Umesh Yadav bildete. Chahar verlor nach 31 Runs sein Wicket, während Yadav das Innings ungeschlagen mit 20* Runs beendete, als das letzte Wicket im vorletzten Over fiel. Bester südafrikanischer Bowler war Dwaine Pretorius mit 3 Wickets für 26 Runs. Als Spieler des Spiels wurde Rilee Rossouw ausgezeichnet.

## One-Day Internationals

### Erstes ODI in Lucknow
| 6. Oktober Scorecard | Lucknow | Südafrika 249-4 (40/40)      | – | Indien 240-8 (40/40) |
|                      |         | Südafrika gewinnt mit 9 Runs |   |                      |

Indien gewann den Münzwurf und entschied sich als Feldmannschaft zu beginnen. Für Südafrika begannen die Eröffnungs-Batter Janneman Malan und Quinton de Kock. Malan schied nach 22 Runs aus und de Kock fand mit Heinrich Klaasen, bevor er selbst nach 48 Runs sein Wicket verlor. Klaasen konnte dann zusammen mit David Miller das Innings ungeschlagen beenden. Er erzielte dabei ein Fifty über 74* Runs und Miller eines über 75* Runs. Bester indischer Bowler war Shardul Thakur mit 2 Wickets für 35 Runs. Nachdem die indischen Eröffnungs-Batter früh ihr Wickets verloren, bildeten Ruturaj Gaikwad und Ishan Kishan eine Partnerschaft. Gaikwad schied nach 19 Runs aus und Kishan kurz danach nach 20 Runs. Daraufhin bildeten Shreyas Iyer und Sanju Samson eine weitere Partnerschaft. Iyer erzielte ein Fifty über 50 Runs und wurde durch Shardul Thakur ersetzt, der 33 Runs erreichte. Samson beendete das Innings ungeschlagen mit einem Half-Century über 86* Runs was jedoch nicht ausreichte die südafrikanische Vorgabe einzuholen. Als Spieler des Spiels wurde Heinrich Klaasen ausgezeichnet.

### Zweites ODI in Ranchi
| 9. Oktober Scorecard | Ranchi | Südafrika 278-7 (50)         | – | Indien 282-3 (45.5) |
|                      |        | Indien gewinnt mit 7 Wickets |   |                     |

Südafrika gewann den Münzwurf und entschied sich als Schlagmannschaft zu beginnen. Der südafrikanische Eröffnungs-Batter Janneman Malan konnte zusammen mit dem dritten Schlagmann Reeza Hendricks eine erste Partnerschaft aufbauen. Malan schied nach 25 Runs aus und wurde durch Aiden Markram ersetzt. Dieser konnte zusammen mit Hendricks eine Partnerschaft über 129 Runs erzielen, bevor Hendricks nach einem Fifty über 74 Runs sein Wicket verlor. An der Seite von Markram erreichte dann Heinrich Klaasen 30 Runs, bevor Markram selbst nach einem Half-Century über 79 Runs sein Wicket verlor. Von den verbliebenen Battern erreichte Wayne Parnell 16 Runs. Bester indischer Bowler war Mohammed Siraj mit 3 Wickets für 38 Runs. Für Indien bildeten Shikhar Dhawan und Shubman Gill eine erste Partnerschaft. Dhawan schied nach 13 Runs aus und Gill nach 28. Daraufhin bildeten Ishan Kishan und Shreyas Iyer eine Partnerschaft über 161 Runs. Kishan schied nach einem Fifty über 93 Runs aus, bevor Iyer zusammen mit Sanju Samson die Vorgabe einholte. Iyer erreichte dabei ein Century über 113* Runs aus 111 Bällen, während Samson 30* Runs erzielte. Die südafrikanischen Wickets erzielten Bjorn Fortuin, Wayne Parnell und Kagiso Rabada. Als Spieler des Spiels wurde Shreyas Iyer ausgezeichnet.

### Drittes ODI in Delhi
| 11. Oktober Scorecard | Delhi | Südafrika 99 (27.1)          | – | Indien 105-3 (19.1) |
|                       |       | Indien gewinnt mit 7 Wickets |   |                     |

Indien gewann den Münzwurf und entschied sich als Feldmannschaft zu beginnen. Der südafrikanische Eröffnungs-Batter Janneman Malan erreichte zunächst 15 Runs. Als nächster Batter konnte sich Heinrich Klaasen etablieren, der mit Marco Jansen einen Partner fand. Klaasen schied nach 34 Runs aus und Jansen verlor dann das letzte Wicket im 28. Over nach 14 Runs. Bester indischer Bowler war Kuldeep Yadav mit 4 Wickets für 18 Runs. Für Indien konnte sich Eröffnungs-Batter Shubman Gill etablieren. An seiner Seite erzielte zunächst Ishan Kishan 10 Runs, bevor er Shreyas Iyer als Partner fand. Gill verlor dann ach 49 Runs sein Wicket, während Iyer die Vorgabe nach 28* eigenen Runs einholte. Die südafrikanischen Wickets erzielten Bjorn Fortuin und Lungi Ngidi. Als Spieler des Spiels wurde Kuldeep Yadav ausgezeichnet.

## Auszeichnungen

### Player of the Series
Als Player of the Series wurden der folgende Spieler ausgezeichnet.
| Serie    | Player of the Series |
| -------- | -------------------- |
| ODI      | Mohammed Siraj       |
| Twenty20 | Suryakumar Yadav     |

### Player of the Match
Als Player of the Match wurden die folgenden Spieler ausgezeichnet.
| Spiel       | Player of the Match |
| ----------- | ------------------- |
| 1. ODI      | Heinrich Klaasen    |
| 2. ODI      | Shreyas Iyer        |
| 3. ODI      | Kuldeep Yadav       |
| 1. Twenty20 | Arshdeep Singh      |
| 2. Twenty20 | KL Rahul            |
| 3. Twenty20 | Rilee Rossouw       |